# Campionati Internazionali di Sicilia 1998
I Campionati Internazionali di Sicilia 1998 sono stati un torneo di tennis giocato sulla terra rossa. È stata la 19ª edizione dei Campionati Internazionali di Sicilia, che fanno parte della categoria International Series nell'ambito dell'ATP Tour 1998. Si sono giocati a Palermo in Italia, dal 5 all'11 ottobre 1998.

## Campioni

### Singolare
Mariano Puerta ha battuto in finale  Franco Squillari con il punteggio di 6–3, 6–2

### Doppio
Donald Johnson /  Francisco Montana hanno battuto in finale  Pablo Albano /  Daniel Orsanic con il punteggio di 6–4 7–6(4)